# 코모로의 국장

코모로의 국장

코모로의 국장은 1978년에 제정되었으며 현재의 국장은 2016년에 수정되었다.
국장 가운데에는 네 개의 하얀색 별이 그려진 초록색 초승달이 그려져 있으며 초승달 뒤쪽에는 초록색 태양이 그려져 있다. 초승달과 태양 바깥쪽에는 코모로의 공식 명칭인 "코모로 연방"("Union des Comores", "الاتحاد القمري")이 프랑스어와 아랍어로 쓰여져 있다.
국장 바깥쪽을 올리브 가지가 감싸고 있고 국장 아래쪽에 있는 리본에는 코모로의 나라 표어인 "통일, 정의, 진보"("Unité, Justice, Progrès")가 프랑스어로 쓰여져 있다.

## 역대 코모로의 국장

코모로의 국장 (1975년 ~ 1978년)
코모로의 국장 (1978년 ~ 2016년)

## 같이 보기
- 코모로의 국기